# Janusz Zabiegliński
Janusz Zabiegliński (ur. 5 kwietnia 1934 w Pabianicach, zm. 17 marca 2001 w Warszawie) – polski saksofonista (altowy) i klarnecista jazzowy, kompozytor, aranżer, lider zespołów jazzowych.

## Życiorys
Z muzyką związany od najmłodszych lat. Ukończył kolejno: Podstawową Szkołę Muzyczną (klasa fortepianu), Średnią Szkołę Muzyczną w Pabianicach (klarnet) i Politechnikę Warszawską (Wydział Budownictwa Lądowego). Studia nie przerwały jego kontaktu z muzyką. Prowadził uczelniany zespół B-moll, dla którego komponował i pisał aranżacje. Oprócz tego założył zespół dixielandowy, którego trzon stanowili muzycy działającego wówczas przy Politechnice Zespołu Pieśni i Tańca.
Gdy w styczniu 1964 w studenckim klubie Stodoła powstał Klub Jazzu Tradycyjnego to właśnie zespół prowadzony przez Zabieglińskiego dał 5 kwietnia 1956 pierwszy koncert. Poza uczelnią Zabiegliński grywał jeszcze w zespołach Jerzego Matuszkiewicza. Uczestniczył w historycznym, pierwszym koncercie jazzowym w warszawskiej Filharmonii Narodowej, jaki odbył się w styczniu 1958. Występował tam z zespołem Hot Club Melomani, którego skład tworzyli: Andrzej Kurylewicz – fortepian, Jerzy Matuszkiewicz - saksofon sopranowy, Zbigniew Namysłowski – puzon, Janusz Zabiegliński - klarnet, Roman Dyląg – kontrabas i Witold Sobociński – perkusja.
W 1958, podczas I Międzynarodowego Festiwalu Muzyki Jazzowej Jazz Jamboree w Warszawie występowały dwa zespoły prowadzone przez Zabieglińskiego. Był to jego Swingtet (pianista Tomasz Bolechowski, wibrafonista Józef Gawrych, gitarzysta Bogusław Kulczycki, kontrabasista Andrzej Kozakiewicz, perkusista Tadeusz Federowski; lider grał na klarnecie) oraz grupa dixielandowa tworzona przez: Zabieglińskiego, Tomasza Bolechowskiego, Bogusława Kulczyckiego, Andrzeja Kozakiewicza, Tadeusza Federowskiego oraz puzonistę Bohdana Próbę i trębacza Witolda Zychowicza. Swingtet Janusza Zabieglińskiego brał też udział w następnym Jazz Jamboree w 1959. Przez wiele lat, do 1969, grupa ta (w różnych składach) występowała na wielu imprezach jazzowych, brała udział w nagraniach radiowych i płytowych, m.in. jako zespół towarzyszący wokalistom  (Danucie Błażejczyk, Fryderyce Elkanie, Wojciechowi Gąssowskiemu i in.). Wśród muzyków występujących w zespole byli m.in. pianiści: Andrzej Jagodziński, Wojciech Kamiński, Wojciech Karolak, Witold Krotochwil, Mieczysław Mazur; gitarzyści: Andrzej Cioch, Krzysztof Woliński; wibrafonista Karol Szymanowski; kontrabasiści: Janusz Kozłowski, Janusz Rafalski.
W 1960 pianistą zespołu (przez krótki czas) był Krzysztof Komeda.
W 1966 Polskie Nagrania „Muza” w swojej serii Polish Jazz (nr 9) wydały płytę Janusz Zabiegliński and his Swingtet.
W 1968, razem z pianistą Witoldem Krotochwilem i trębaczem Henrykiem Majewskim, Zabiegliński utworzył jazzowy zespół Big Band „Stodoła”, który jednak opuścił na trzy lata wyjeżdżając w 1969 do Iraku (na tzw. kontrakt, jako inżynier budownictwa). W 1971 powrócił do Polski i do muzyki. Grał z Big Bandem „Stodoła” oraz jako członek prowadzonej przez Bogusława Klimczuka orkiestry Polskiego Radia. W latach 1975 – 1979 znów pracował jako inżynier – najpierw na Bliskim Wschodzie, a potem już w kraju. 
W 1979 razem z pianistą Wojciechem Kamińskim utworzył zespół nazwany Kwintetem Wojciecha Kamińskiego (nazwę Swing Workshop przybrali nieco później, za namową Marka Cabanowskiego, który ją wymyślił). Oprócz liderów, czyli Kamińskiego grającego na fortepianie i organach oraz Zabieglińskiego – klarnet i saksofon altowy w skład zespołu wchodzili: gitarzysta i wokalista Paweł Tartanus, kontrabasista Marek Strobel i perkusista Waldemar Duszyński. Pierwszy publiczny występ miał miejsce podczas Old Jazz Meeting w 1979 w Warszawie. Skład nie był niezmienny, np. widownia Poznańskiej Wiosny Estradowej poznała ich jako kwartet (bez wokalisty, ale z innym basistą, którym był Janusz Kozłowski, a w 1980 nastąpiła zmiana perkusisty: Duszyńskiego zastąpił Piotr Konczewski). Zespół z powodzeniem występował na scenach krajowych i poza granicami Polski. Pozytywnie przyjęte zostały ich występy na  warszawskim Jazz Jamboree i bydgoskiej Pomorskiej Jesieni Jazzowej (1979) oraz Old Jazz Meeting w 1980 i 1981. Współpracowali też z wokalistami, akompaniując m.in. Ewie Bem, Andrzejowi Zausze i Mariannie Wróblewskiej, z którą np. występowali na festiwalu w San Sebastián. W grudniu 1981 zespół Swing Workshop został rozwiązany.
W 1980 Zabiegliński, w celu realizacji nagrań dla Polskiego Radia, ponownie powołał do życia swój Swingtet. Grali z nim muzycy, którzy byli członkami grupy w poprzednim okresie jej działalności: Wojciech Karolak, Józef Gawrych, Janusz Kozłowski, Tadeusz Federowski oraz gitarzysta Henryk Stefański.
Do 1984 Zabiegliński grał z Big Warsaw Band (prowadzonym przez Stanisława Fijałkowskiego), Old Timers (lider – Henryk Majewski) i Swing Session. W 1986 razem ze Swing Workshop wystąpił na XX Festiwalu Old Jazz Meeting w Warszawie. W 1994 został laureatem nagrody honorowej Old Jazz Meeting w Iławie. W 1997 współpracował z zespołem Blues Fellows. 
W ankiecie przeprowadzanej przez pismo Jazz Forum zajmował pierwsze miejsce jako najlepszy klarnecista w latach 1984, 1986-1988, 1990, 1992-98.
Pochowany na Cmentarzu Komunalnym Północnym w Warszawie.

## Dyskografia (wybór)
- 1959	Willis Conover meets Polish Jazz (różne zespoły), monofoniczny 10” LP Polskie Nagrania „Muza” L 0291
- 1966	Janusz Zabiegliński and his Swingtet, Muza XL 0357 seria: Polish Jazz nr 9
- 1971	Big Band „Stodoła” – Let's Swing Again, Muza SXL 0826 seria: Polish Jazz nr 28
- 1975	Old Timers & Marianna Wróblewska – Meeting,  Muza seria: Polish Jazz nr 44
- 1981	Wojciech Kamiński – Open Piano,  Muza SX 2402 seria: Polish Jazz nr 66
- 1982	Stanisław Sojka – Matko, która nas znasz, Helicon HR 1009
- 1983	Old Timers – Old Timers, PolJazz PSJ 124
- 1986	Big Warsaw Band in Glenn Miller's World, Polskie Nagrania Muza
- 1987	Old Timers – Jubileum,  PolJazz PSJ 192
- 1989	Swing Orchestra Cracow (z udziałem Lory Szafran) – Poland, PolJazz PSJ 262
- 1990	Ewa Bem – Ten najpiękniejszy świat, Pronit PLP 0121
- 1996	Kazimierz Jonkisz Quintet – Tribute to Duke, Polonia Records